# Peter Maslowski (Journalist)
Peter Maslowski (* 25. April 1893 in Berlin; † 24. April 1983 in Sommerhausen) war ein  Politiker (KPD), Journalist und Religionskritiker.

## Leben
Peter Maslowski besuchte in Berlin ein humanistisches Gymnasium, wo er u. a. dadurch auffiel, dass er die Schule schwänzte, um an einer Kundgebung mit Karl Liebknecht teilzunehmen. Zu Beginn des Ersten Weltkrieges zum Militär eingezogen, wurde Maslowski 1915 schwer verwundet und nach einem längeren Lazarettaufenthalt als untauglich ausgemustert. Nach 1917 studierte er einige Semester in Berlin an der Friedrich-Wilhelms-Universität Geschichte, Germanistik und Philosophie.
In dieser Zeit trat Maslowski der USPD und nach seinem Kirchenaustritt den Freidenkern bei. In den Jahren 1919 und 1920 war er zeitweise wegen seiner politischen Aktivitäten (u. a. auf Grund des Vorwurfes der Gotteslästerung) inhaftiert. Maslowski gehörte dem linken USPD-Flügel an, der Ende 1920 durch die Bildung der Vereinigten Kommunistischen Partei Deutschlands (VKPD) in der Kommunistischen Partei Deutschlands (KPD) aufging. Dort betätigte er sich als Redakteur verschiedener KPD-Zeitungen und wurde 1923 Polsekretär des Bezirkes Mittelrhein und 1924 Chefredakteur der Tageszeitung Sozialistische Republik in Köln. Der in den Fraktionskämpfen innerhalb der KPD zwischen der „Mittelgruppe“ und dem „linken“ Flügel schwankende Maslowski wurde im Mai 1924 für den Wahlkreis Westfalen-Nord in den Reichstag gewählt, verlor sein Mandat aber bei den Neuwahlen im Dezember des gleichen Jahres.
Nach einer mehrmonatigen Inhaftierung in Stuttgart leitete Maslowski als Chefredakteur in einzelnen KPD-Bezirken regionale Organe der Bezirksleitungen, so 1926 den Klassenkampf für  Halle/Merseburg und nach einer neunmonatigen Haftstrafe 1926/27 von März bis September 1928 zeitweise das Ruhr-Echo für Essen. 1928 wieder in den Reichstag gewählt, galt Maslowski in dieser Periode als Kirchen- und Zentrums-Experte der KPD und publizierte verschiedene Broschüren zu dieser Thematik; sein Wirken in der Freidenkerbewegung war dabei umstritten, da er im Sinne der „ultralinken“ KPD-Politik seit 1928 eine auf die Spaltung der Bewegung ausgerichtete Linie vertrat. Als er 1932 zu der Reihe Männer und Mächte eines bürgerlichen Verlags, zu der auch die Hefte Hitler und Mussolini gehörten, das Heft Thälmann beigesteuert hatte, geriet er zwar innerparteilich in die Kritik, konnte aber weiterhin in den von Willi Münzenberg herausgegebenen Zeitungen und Zeitschriften Beiträge veröffentlichen.
Nach dem Reichstagsbrand Ende Februar 1933 ging Maslowski in die Illegalität und flüchtete im August des gleichen Jahres – inzwischen auf der Ersten Ausbürgerungsliste des Deutschen Reichs von 1933 – über Polen nach Paris, wo er Gesellschafter des Verlags Carrefour wurde, sich im Lutetia-Kreis für die Gründung einer Deutschen Volksfront engagierte und mit Münzenberg eng kooperierte. Im Jahr 1939 ordnete die Pariser Exil-Leitung KPD Maslowski der „Münzenberg-Gruppe“ zu und schloss ihn aus der Partei aus. Die Gruppe galt wegen Münzenbergs Kritik an den Moskauer Prozessen 1938 als „parteifeindlich“. Maslowski redigierte bis 1940 die von Münzenberg und Arthur Koestler gegründete Zeitschrift Zukunft. Angesichts der deutschen Besetzung Frankreichs floh er 1940 ins unbesetzte Südfrankreich, wo er sich bis zur Befreiung im Untergrund versteckt hielt.
Im Jahr 1945 kehrte Maslowski nach Deutschland zurück und trat der SPD bei, zu der er später ein konfliktreiches Verhältnis hatte. Von 1946 bis 1967 amtierte er als Herausgeber der Neuen Presse in Coburg, bis 1963 war er zusätzlich deren Chefredakteur. 1973 rief er gemeinsam u. a. mit Karl Retzlaw, Augustin Souchy und Peter Bernhardi den Arbeitskreis Karl Liebknecht, ein linkes Diskussionsforum ins Leben und zählte 1976 zu den Gründungsmitgliedern des Internationalen Bundes der Konfessionslosen.

## Schriften
- Was ist die deutsche Zentrumspartei? Klerikalismus und Proletariat. Verein. Int. Verl.-Anst., Berlin 1925.
- Das Zentrum im Bürgerblock. Wichtige Lehren für das werktätige christliche Volk. Internationaler Arbeiter-Verlag, Berlin 1928.
- Von der Gotteslästerung zur Glaubenslästerung. Religion und Strafrecht. Die Religionsdelikte im Entwurf zum neuen Strafgesetzbuch. Mopr-Verlag, Berlin 1929.
  - Gotteslästerung. Religion und Strafrecht. Zu den Religionsdelikten im Entwurf zum neuen Strafgesetzbuch. 2. vollig umgearbeitete Aufl. Mopr-Verlag, Berlin 1930.
- Ein kurzes Kapitel Strafrecht. In: Die Linkskurve. 2. Jg. Nr. 3. März 1930, S. 19–21.
- Republikschutzgesetz und Schriftsteller. In: Die Linkskurve. 2. Jg. Nr. 8. August 1930, S. 22–23.
- Kulturschande über Deutschland. Verlags-Anstalt der proletarischen Freidenker, Berlin 1930.
- Thälmann. Kittler. Leipzig 1932. (=Männer und Mächte)
- Wir Gotteslästerer. In: Die Linkskurve. 4. Jg. Nr. 6. Juni 1932, S. 4–8.
- Volk ohne Recht. Ed. Universelles, Paris 1936.
- Das theologische Untier. Der sogenannte Teufel und seine Geschichte im Christentum. IBDK-Verlag, Berlin 1978.
- Papstkirche ohne Heiligenschein: Geschichte der Konzile von Konstanz bis zum Vatikanum II. Alibri Verlag, Aschaffenburg 2006